# Río Choco
Le Río Choco était l'ancien nom du Río Atrato, qui descend des montagnes de l'ouest de la Colombie vers le golfe d'Urabá, dans la Province du Darién, à l'époque de l'empire colonial espagnol. Plus tard, ce nom fut réservé à un autre fleuve, plus au nord, qui se jette lui dans l'Océan Pacifique. Un canal reliant les deux fleuves, le projet de canal de Raspadura, aurait permis de relier les deux océans.
Les Espagnols avaient fait venir des esclaves noirs au moment où ils tentaient d'exploiter les mines d'or du río Choco, au début du XVIe siècle, les Indiens de la région ayant collecté de l'or alluvionnaire dans le fleuve, mais refusant de travailler pour les colons.
C'est Vasco Núñez de Balboa qui découvrit la présence de cet or, grâce aux cadeaux des indiens, mais son successeur Pedro Arias Dávila, qui le fit décapiter en 1519, entra dans des conflits avec les Indiens qui lui rendirent la tâche difficile. De fait, l'or devient quasiment inexistant ensuite.
Les mines d'or du río Choco produisaient pour environ un million de pesos entre 1511 et 1515, soit l'essentiel du 1,509 million de pesos d'or qui arrivait dans le port de Séville en Espagne, ce qui a amené Madrid à appeler la région la Castille d'Or.
Après la découverte du Pérou par Francisco Pizarro en 1532, le chiffre était multiplié par 6 avec 10,2 millions de pesos d'or arrivant dans le port de Séville sur la période 1536-1540. L'exploitation aurifère du río Choco était alors déjà terminée depuis 1525.
La rivière la plus riche en or était le río Andageda, qui rejoint le río Atrato au village de Quibdó. La plus grosse pépite trouvée pesait 25 livres. La province s'appelait aussi Antioquia, du nom de la ville un peu au nord de Medellín.
Les Indiens Choco, de langue caraïbe, sont répartis en trois groupes entre Colombie et Panamá : les Chocó du Nord (Emberá (peuple)|Emberá) sont établis en villages le long des abords les plus accessibles des rivières de la baie de San Miguel (Panamá) et de celles qui, en Colombie, coulent vers la côte Pacifique. Ceux du Sud se concentrent aux abords du río San José. Les Catios habitent la partie orientale de la vallée Atrato.
Les légendes chocó font état de combats avec leurs voisins Kunas (ou Cunas, ou Gunas) ainsi que de succès guerriers du XVIIe siècle contre les Espagnols.